# 핫타 신야
핫타 신야(일본어: 初田 真也, 1984년 5월 17일 ~ )는 일본의 전 축구 선수이다.

## 구단 경력
과거 미토 홀리호크, 카마타마레 사누키, FC 류큐, 블라우블리츠 아키타에서 활동하였다.